# S Tauri
S Tauri är en pulserande variabel av Mira Ceti-typ i stjärnbilden Oxen. 
Stjärnan varierar mellan magnitud +9,2 och 16,2 med en period av 374,5 dygn.